# Дубаи холдинг
Дубаи холдинг (арап. دبي القابضة, енгл. Dubai Holding) је холдинг компанија која се налази у власништву Владе Дубаиа, односно њеног владара Мухамеда ибн Рашид ел Мактума. Шејк Мохамед поседује 99,67% укупног капитала компаније и контролише 20 предузећа које раде у сектору некретнина, угоститељства, финансија, здравства, енергије, инжењерства, образовања, забаве, медија, интернета, туризма и биохемије.

## Највеће инвестиције
Дубаи холдинг поседује многобројне велике инвестиције у међународним предузећима. Нека од њих су и:
- (2%)[1]
- (3.12%)[2]
- (100%)[3]
- (70%)[4]
- (100%)[5]
- Емиратске куле (75%)
- (21.000 апартмана)